# 伊萬尼夫卡 (克特里薩尼夫卡市鎮)
47°56′22″N 32°5′6″E / 47.93944°N 32.08500°E
伊萬尼夫卡（烏克蘭語：Іванівка）是位於烏克蘭中部的村莊，由基洛夫格勒州克羅皮夫尼茨基區克特里薩尼夫卡市鎮負責管轄。該村面積0.84平方公里，海拔高度98米，2001年人口67，人口密度每平方公里79.7人。